# حركة جماهيرية
الحركة الجماهيرية تشير إلى المفهوم السياسي الخاص بحزب أو حركة سياسية يدعمها قطاع كبير من الشعب. تتضمن الحركات السياسية التي تدعو عادةً إلى خلق الحركات الجماهيرية أيديولوجيات الشيوعية والفاشية. إن كلا من الشيوعيين والفاشيين عادةً ما يدعمون تأسيس الحركات الجماهيرية كوسيلة للإطاحة بالحكومات وتأسيس حكوماتهم الخاصة، ثم يتم استخدام الحركة الجماهيرية بعد ذلك لحماية الحكومة من المصير نفسه؛ أي الإطاحة بها هي الأخرى.
تركز الدراسات العلمية الاجتماعية للحركات الجماهيرية على عناصر مثل الكاريزما والقيادة والأقليات النشطة والطوائف والمذاهب والأتباع والمجتمع الجماهيري والاغتراب وغسيل الدماغ والتلقين المذهبي والتسلطية والشمولية. ولقد نشأ هذا المجال من علم نفس الحشود أو علم النفس الجماعي (لي بون، تاردى أيه أو) والذي اتسع مجاله تدريجيًا من الحشود إلى الحركات الجماهيرية وتيارات الآراء، ثم إلى المجتمع الجماهيري والإعلامي.
وكان من النصوص الأولى المؤثرة المقال المزدوج (1908) للجراح البريطاني ويلفريد تروتر حول سلوك القطيع. كما أثر أيضًا على المفاهيم الرئيسية للأنا الأعلى وكشف الهوية في كتاب Massenpsychologie (علم النفس الجماعي) (1921) لسيجموند فرويد، والمترجم بشكل مضلل كعلم نفس الجماعة (Group psychology). وتلك المفاهيم متصلة بفكرة أن الكبت الجنسي يؤدي إلى شخصيات متزمتة في الكتاب الأصلي (Mass psychology of fascism) «علم النفس الجماعي للفاشية» (1933) للماركسي الفرويدي فيلهلم رايش (مختلفة عن النسخة الأمريكية المنقحة تمامًا منه والتي نشرت عام 1946). وكانت هذه الأفكار المجتمعة آنذاك والتي شكلتها مدرسة فرانكفورت وتيودور أدورنو، والتي أدت في النهاية إلى الدراسة الأمريكية الرئيسية حول الشخصية الاستبدادية (1950)، هي أساس كراهية الأجانب ومعاداة السامية.
ومن الموضوعات الأخرى المبكرة كانت العلاقة بين الجماهير والطبقات الراقية، في داخل مثل هذه الحركات وخارجها (جايتانو موسكا، فيلفريدو باريتو، روبرت مايكلز، مويسي أوستروجورسكي).

## قائمة المصادر
- Marx, Gary, T. & McAdam, Douglas, Collective behavior and social movements, Englewood Cliffs, NJ: Prentice Hall, 1994.
- Van Ginneken, Jaap, Mass movements – In Darwinist, Freudian and Marxist perspective, Apeldoorn (Neth.): Spinhuis. 2007.
- Wilson, John, Introduction to social movements, New York: Basic, 1973.